# Silvia Filler
Silvia Ana Filler (Punta Alta, 1953 - Mar del Plata, 6 de diciembre de 1971) fue una estudiante  universitaria de 18 años, que fue asesinada durante una asamblea estudiantil en la Universidad de Mar del Plata, lo que la convirtió en un símbolo del activismo universitario.

## Biografía
Silvia Ana Filler nació en Punta Alta en 1953. Su padre era el odontólogo Roberto Filler, presidente del Rotary Club local y miembro activo del Partido Socialista Democrático. Tenía dos hermanas, una mayor, llamada Marta y otra menor, de nombre Lila. Pocos días antes de su muerte había finalizado los estudios secundarios en el Colegio Nacional Mariano Moreno.
En el año 1971 había comenzado a estudiar la carrera de arquitectura en la Universidad de Mar del Plata, en ese entonces Universidad Provincial de Mar del Plata. Tenía una "escasa militancia", en el movimiento estudiantil de su facultad, o era vista como una "activista independiente" en las actividades del Centro de Estudiantes de Arquitectura Marplatense (CEAM). A su vez, tenía una hermana mayor que estaba de novia con el presidente del centro de estudiantes de la Facultad de Ingeniería, cercano o miembro activo de la Concentración Nacional Universitaria (CNU).

## Fallecimiento y repercusiones
El 6 de diciembre de 1971, mientras se realizaba una asamblea en la Universidad de Mar del Plata ingresó un grupo perteneciente a la Concentración Nacional Universitaria (CNU), con el fin de disolver la asamblea estudiantil. En medio de un gran desorden al menos dos de los miembros del grupo de choque dispararon contra los estudiantes, causando la muerte de Silvia Filler, quien recibió un tiro en la frente. Otros cuatro estudiantes resultaron también heridos de bala. Filler fue llevada de urgencia a la Clínica Central donde falleció ese mismo día horas más tarde.
Al día siguiente, una multitud se hizo presente en su entierro, registrándose varios incidentes. En las semanas siguientes se produjeron varias marchas y centenares de actividades; llegándose a un paro activo el 14 de junio, al cual incluso se plegó la CGT regional. En la misma hubo enfrentamientos entre militantes y el ejército. Las movilizaciones pidiendo justicia por Silvia Filler fueron conoció como “El Marplatazo”, y constituyeron los eventos de lucha más importantes de toda la historia de Mar del Plata.
Al tiempo se hizo un juicio por su muerte, en el cual fueron condenadas varias personas, entre ellos, Oscar Héctor Corres, que fue quien realizó el disparo mortal. Sin embargo, al poco tiempo fueron liberados el 26 de mayo de 1973 en el marco de la una ley de amnistía promulgada por el Congreso Nacional e impulsada por Héctor Campora.
En 2013 el Grupo de Delincuencia Especializada y Violenta de la policía nacional española detuvo en La Coruña a Beatriz María Arenza, una de las condenadas y luego amnistiadas por el asesinato de Silvia Filler, en el marco de otra causa (13.793) por delitos de lesa humanidad cometidos por el grupo derechista Concentración Nacional Universitaria del que formaba parte. En diciembre de 2020, en otro proceso también se condenó a otros dos partícipes del crimen de Silvia Filler.

## Homenajes
Desde entonces en algunos sectores del movimiento estudiantil argentino han reivindicado su nombre cómo símbolo del activismo universitario y de la unidad obrero-estudiantil. A su vez, el aula magna del Rectorado de la Universidad Nacional de Mar del Plata, donde fue asesinada, lleva el nombre de Silvia Filler.
En el año 2022, la Universidad Nacional de Mar del Plata realizó una película que reconstruye el brutal asesinato de Silvia Filler, titulada “La memoria que habitamos”.